# Willie May
William Lee „Willie“ May (* 11. November 1936 in Knoxville, Alabama; † 28. März 2012 in Rochester, Minnesota) war ein US-amerikanischer Hürdenläufers, der sich auf die 110-Meter-Distanz spezialisiert hatte.
May machte in der Leichtathletikszene zum ersten Mal 1955 auf sich aufmerksam, als er mit der Blue Island High School bei den Meisterschaften des Bundesstaates Illinois drei Titel gewinnen konnte. Zwischen 1957 und 1959 holte er für die Indiana University zehn Hürdentitel. 1960 qualifizierte er sich als Zweiter beim US-Ausscheidungskampf für die Olympischen Spiele in Rom. Dort kam es zu einem Dreifachtriumph der USA: May gewann in 13,8 s Silber hinter dem zeitgleichen Lee Calhoun und vor Hayes Jones (14,0 s). Ebenfalls Silber gewann er bei den Panamerikanischen Spielen 1963 in São Paulo. Seine persönliche Bestleistung von 13,4 s stellte er am 12. August 1960 in Walnut auf.
1967 wurde May Sportlehrer und Leichtathletiktrainer an der Evanston Township High School. 2000 zog er sich aus dem Lehramt zurück, blieb jedoch noch bis 2006 als Trainer und anschließend als Trainerassistent tätig. 2000 wurde May in die Indiana University Athletic Hall of Fame, 2007 in die Illinois Track & Cross Country Coaches Association Hall of Fame und 2010 in die Chicagoland Sports Hall of Fame eingeführt. Er starb am 28. März 2012 an Amyloidose.